# Kist (verpakking)

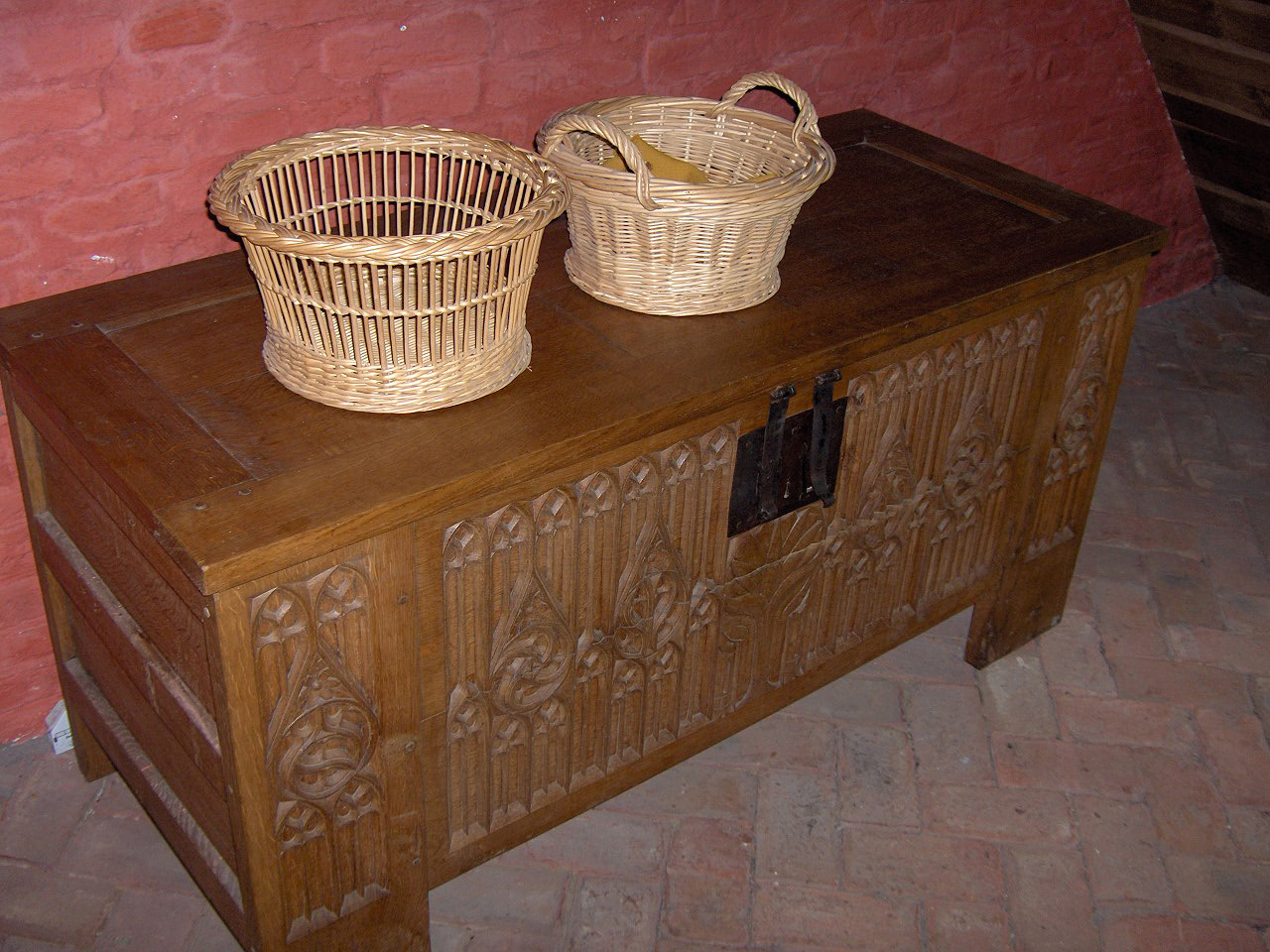
Middeleeuwse kist

Een kist is een bak, meestal van hout of kunststof of een ander stevig materiaal om dingen in te bewaren of te vervoeren. De kist is daarmee de voorloper van de kast. Een kist waar vanwege de afmetingen ook dekens in bewaard kunnen worden wordt wel een dekenkist genoemd.
Het eerste meubel (een 'mobiel' onderdeel van het huis) was een kist. De stoel werd uitgevonden toen men een verhoging aan de achterzijde van de kist aanbracht om te dienen als rugleuning. De kast ontstond toen de kist op pootjes werd gezet, en werd voorzien van deurtjes aan voorkant.